# Whiteleys

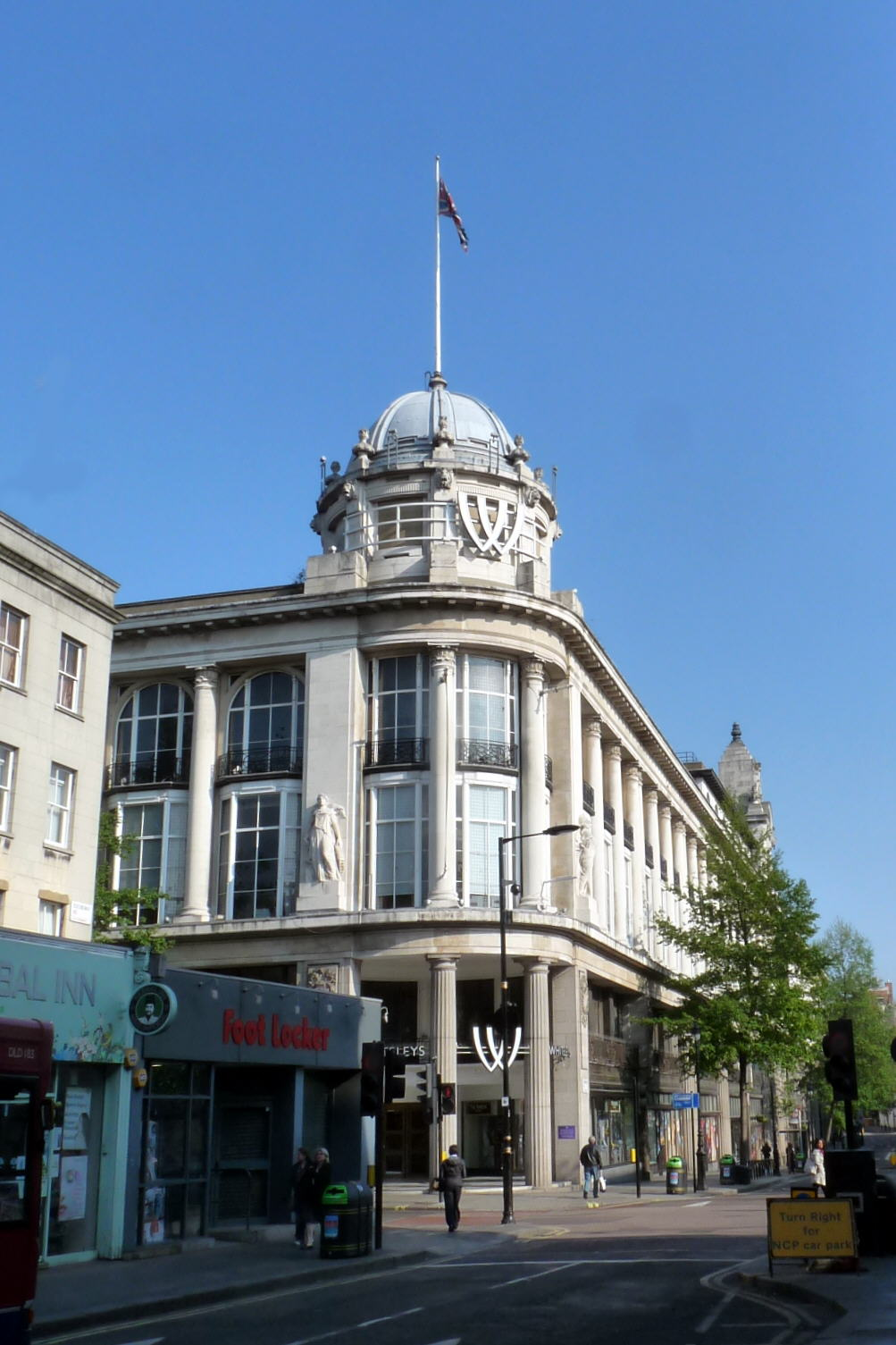
Whiteleys a Queensway

Whiteleys era un centro commerciale a Bayswater, Londra. Fu costruito nello spazio commerciale dell'ex grande magazzino William Whiteley Limited, aperto nel 1911 come primo grande magazzino di Londra, e fu uno dei principali grandi magazzini, insieme a Selfridge's, Liberty's e Harrods. L'ingresso principale del centro si trovava su Queensway.
L'edificio è di proprietà di Meyer Bergman e CC Land. Nel dicembre 2018, Whiteleys è stato chiuso per lavori di riqualificazione. Dovrebbe essere convertito in un bene a uso misto progettato da Norman Foster comprendente appartamenti condominiali, un hotel Six Senses e unità commerciali al piano terra.

## Storia

### Negozio originale
Il grande magazzino originale di Whiteleys fu creato da William Whiteley, che aprì un negozio di tendaggi al 31 di Westbourne Grove nel 1863. Nel 1867 era stato ampliato a una fila di negozi contenenti 17 reparti separati.
La sartoria fu avviata nel 1868 e un'agenzia immobiliare e una stanza di ristoro, le prime iniziative al di fuori del drappeggio, furono aperte nel 1872. A quel punto 622 persone erano impiegate nei locali e altre 1.000 all'esterno. Whiteleys iniziò a vendere cibo nel 1875 e nel 1876 fu aggiunto un reparto di costruzione e decorazione. Ciò si rivelò particolarmente redditizio, poiché le grandi case stuccate della zona necessitavano regolari opere di pitturazione.
Whiteleys incontrò una forte opposizione da parte dei piccoli commercianti e anche dalle autorità locali per i suoi grandiosi piani di costruzione, e diversi brutti incendi negli anni 1880 potrebbero essere stati causati da oppositori. Gli affari comunque prosperavano, aiutati da un servizio di consegna che si estendeva fino a 40 km, e nel 1887 il negozio fu descritto come "un immenso simposio delle arti e delle industrie della nazione e del mondo".
Nel 1890 oltre 6.000 dipendenti erano impiegati nell'azienda, la maggior parte dei quali viveva in dormitori maschili e femminili di proprietà dell'azienda, dovendo obbedire a 176 regole e lavorare dalle 7 alle 23, sei giorni alla settimana. Whiteleys acquistò anche enormi terreni agricoli e costruì fabbriche di trasformazione alimentare per fornire prodotti per il negozio e per il catering del personale. Nel 1896 ottenne un mandato reale non richiesto dalla regina Vittoria, un risultato senza precedenti.

### Incendio e riapertura di Westbourne Grove
Il primo negozio, descritto come "un immenso simposio delle arti e delle industrie della nazione e del mondo", fu devastato da un enorme incendio nel 1887, uno dei più grandi incendi nella storia di Londra. Questo fu l'ultimo dei quattro incendi che avevano devastato l'attività dal 1882. Nella sua autobiografia, Drawn From Memory, E. H. Shepard scrisse che il fuoco poteva essere visto da Highgate Hill, e alcuni giorni dopo, quando a lui e a suo fratello Cyril fu permesso di visitare Westbourne Grove, che, "La lunga facciata del negozio era uno spettacolo spiacevole con parte del muro caduta e il resto annerito".
Whiteleys fu presto ricostruito, ma in seguito si trasferì da Westbourne Grove a Queensway. Quando il 21 novembre 1911 il Lord Mayor di Londra inaugurò il nuovo negozio a Queensway, alla presenza di migliaia di persone, fu affermato che fosse il più grande negozio del mondo.

### Trasloco
Nel 1907, William Whiteley fu assassinato da Horace George Rayner, che sosteneva di essere suo figlio illegittimo, "Cecil Whiteley". Dopo la sua morte, il consiglio di amministrazione (inclusi due dei figli di Whiteley) fece scadere i contratti di locazione delle varie proprietà di Westbourne Grove e si trasferì in un nuovo negozio appositamente costruito su Queens Road (ora chiamata Queensway).
Nel 1911 venne aperto un nuovo negozio progettato da John James Joass e poi ulteriormente ampliato, tra il 1925 e il 1927, per incorporare l'attuale facciata. Nel 1927 il negozio fu acquistato da Harry Gordon Selfridge. Era un americano di Ripon Wisconsin, che aveva esperienza con i grandi magazzini di Chicago ed era venuto in Inghilterra per cercare nuove opportunità di affari. Aveva costruito Selfridge's al 400 di Oxford Street, aprendo al pubblico il 15 marzo 1909.
Whiteley venne danneggiato da una bomba il 19 ottobre 1940. I danni della seconda guerra mondiale, insieme ai precedenti incendi e ai successivi passaggi di proprietà, portarono alla perdita di molti degli archivi associati al negozio.
Negli anni 1950 il presidente Sir Sydney Harold Gillet annunciò che il negozio era troppo grande per il suo fatturato e trasformò i piani superiori dell'edificio in spazi per uffici. Questi vennero utilizzati da LEO Computers Ltd. negli anni 1950 e successivamente da International Computers Limited (ICL) per uffici e strutture di formazione negli anni 1970. Gli uffici vennero chiamati "Hartree House" in onore di Douglas Rayner Hartree in riconoscimento della sua parte nella storia di LEO Computers. Anche Esso Petroleum affittò parte degli uffici.

### Acquisto da United Drapery Stores
Nel 1961, United Drapery Stores (UDS) acquistò Whiteleys per 1.750.000 sterline. Alla fine degli anni 1970, l'UDS condusse un'indagine di mercato per scoprire se le perdite dell'attività fossero dovute alla insoddisfazione del cliente. Il sondaggio  risultò positivo: dimostrò che Whiteleys non aveva abbastanza clienti.
Il grande magazzino chiuse nel 1981, rimanendo vuoto fino a quando l'edificio non venne acquistato da una società chiamata Whiteleys Partnership nel 1986, composta da Arlington Securities, London e Metropolitan Estates, Wilverley & Hampshire Estates e Dartnorth, successivamente acquisita dalla Standard Life Compagnia di Assicurazione. Seguì un'ampia ricostruzione che lasciò la facciata e alcuni elementi interni come scale e ringhiere, ma sostanzialmente l'edificio venne demolito e ricostruito. Durante questa ricostruzione crollò una gru a torre, uccidendo operai e il conducente di un'auto. Whiteleys ha riaperto il 26 luglio 1989 come centro commerciale.

### Acquisto di Meyer Bergman
Nel settembre 2013, il centro è stato acquistato da Meyer Bergman.
Nel dicembre 2018, Whiteleys ha chiuso per una completa riqualificazione in parallelo con la rigenerazione di Meyer Bergman della Queensway Parade, che si affaccia sull'edificio. Il progetto prevede di fornire un mix di unità commerciali a livello della strada, il 65% in meno di spazi commerciali rispetto a prima, e varie strutture per il tempo libero, mentre la maggior parte dei piani superiori sarà convertita per uso residenziale  e in un hotel.
Nell'ottobre 2019 è stato annunciato che Laing O'Rourke aveva battuto il rivale Sir Robert McAlpine nell'affare prezioso della revisione del vecchio centro commerciale.

## Prodotti e servizi

### Disegno e forma
L'edificio venne progettato da John Belcher e John James Joass, e inaugurato dal Lord Mayor di Londra nel 1911. All'epoca era il massimo del lusso, e comprendeva sia un teatro che un campo da golf sul tetto. Apparve in una serie di romanzi dell'inizio del XX secolo e nella commedia di Shaw del 1913 Pigmalione, dove Eliza Doolittle viene mandata "a Whiteleys per essere vestita". Alla fine degli anni 1920, il dottor A. J. Cronin, il romanziere, fu nominato ufficiale medico di Whiteleys e nel 1927 il negozio rivale Selfridges acquistò l'attività. L'edificio è stato designato come di interesse storico culturale di II grado nel 1970.
Il 26 luglio 1989 Whiteleys è stato riaperto come centro commerciale, ma non ha mai funzionato come destinazione commerciale ed è stato molto diffamato dai ricchi e sofisticati residenti della vicina Notting Hill.
Dal 2005, è iniziato un lento cambio di direzione sotto un nuovo regime di gestione che ha incorporato sostanziali miglioramenti fisici all'interno, la sostituzione di McDonald's con il nuovo ristorante Le Café Anglais di Rowley Leigh e una nuova sala cibo nell'area del centro commerciale centrale. La direzione in loco ha affermato sulla stampa che questo era l'inizio di una trasformazione dell'edificio e dei suoi negozi.
La fontana al piano terra, con la sua scultura ispiratrice, scomparve certamente senza preavviso in quel periodo. Nel giugno 2008, il piano terra è stato trasformato in quello che la direzione ha definito un "negozio alimentare"; essenzialmente una versione più grande e più glamour di una foodhall di un grande magazzino, progettata da Lifeschutz Davidson Sandilands e gestita dal famoso ristoratore Dominic Ford. Chiamata 'Food Inc', vendeva pesce fresco, carne, prodotti secchi, vino e carne provenienti dall'azienda agricola del centro commerciale.

## Nella cultura popolare
Whiteleys è menzionato in diversi libri ed è apparso in numerosi film, programmi TV e soprattutto:
- In War of the Wenuses, una parodia del 1898 de La guerra dei mondi, una delle principali battaglie tra donne terrestri e donne venusiane si svolge fuori dal negozio originale a Westbourne Grove.
- Nella versione cinematografica di Billion Dollar Brain l'eroe utilizza una macchina a raggi X nel reparto scarpe di Whiteleys per esaminare il contenuto di un pacchetto sigillato.
- L'ingresso principale è mostrato in una clip del film Park Plaza 105 in b/n del 1953.
- Nell'adattamento della serie TV di The Tripods, girato nel 1983, l'edificio fatiscente di Whiteleys viene utilizzato per ritrarre un grande magazzino abbandonato nella Parigi del XXI secolo.
- Nel film Closer, con Julia Roberts, Jude Law, Natalie Portman e Clive Owen, il piano superiore di Whiteleys ospita una mostra in una galleria d'arte, ed è l'unica scena in cui tutti e quattro gli attori appaiono insieme contemporaneamente.
- La serie thriller della BBC One del 2013 The Escape Artist è talvolta ambientata nel magazzino.
- Nel 2016 il negozio è stato ampiamente descritto nella trama del popolare dramma ITV Mr Selfridge con l'acquisizione da parte di Selfridges.
- Whiteley's Folly di Linda Stratmann (2004, Sutton Publishing) è una biografia di William Whiteley e una storia del negozio.
- Whiteleys è menzionato nel libro The Diary of a Nobody scritto dai fratelli George e Weedon Grossmith pubblicato nel giugno 1892.
- Whiteley è citato come il luogo "comunemente noto" per acquistare un vestito da donna nel film del 1964 My Fair Lady.